# کادوراگو
کادوراگو (به ایتالیایی: Cadorago) یک کومونه در ایتالیا است که در استان کومو واقع شده‌است.

## خصوصیات
کادوراگو ۷٫۱ کیلومترمربع مساحت و ۷٬۱۸۷ نفر جمعیت دارد و ۳۱۳ متر بالاتر از سطح دریا واقع شده‌است.